# 1936 no cinema

## Eventos
- Bette Davis ganha o Oscar de melhor atriz pela sua interpretação em Dangerous.

## Principais filmes
- O Jovem Tataravô, de Luiz de Barros, com Marcel Klass, Dulce Weytingh e Darcy Cazarré.

## Nascimentos

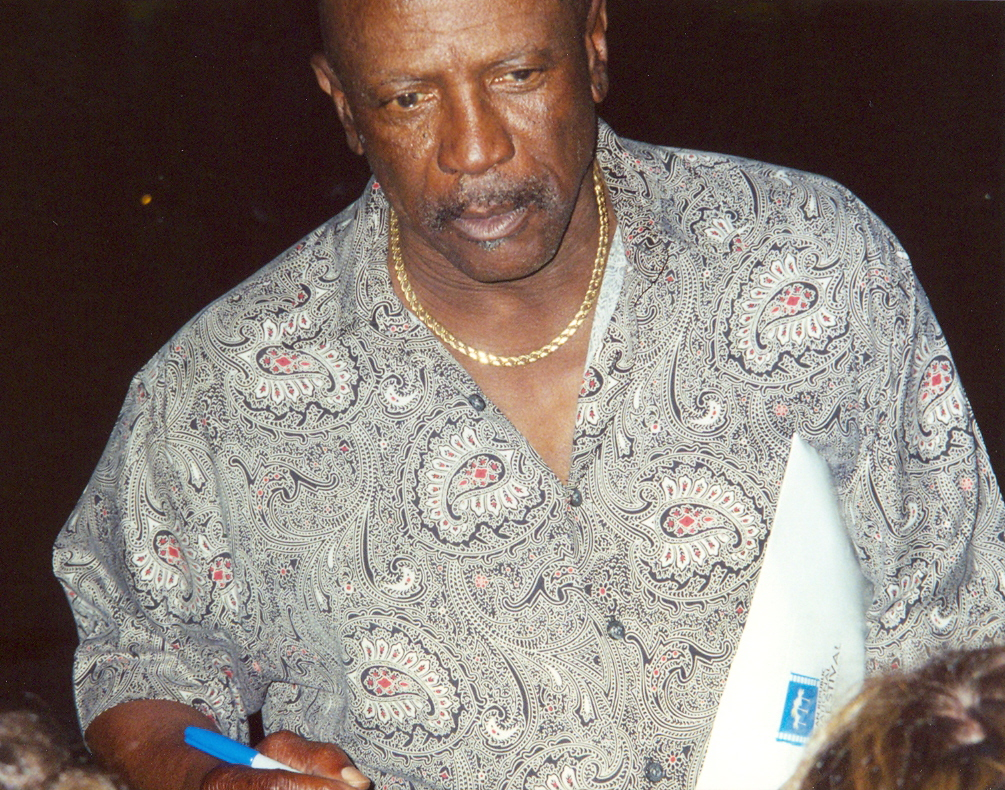
Louis Gossett Jr. (27 de maio)

| Data            | Nome                  | Profissão                       | Nacionalidade  | Observações | Ref |
| --------------- | --------------------- | ------------------------------- | -------------- | ----------- | --- |
| 28 de janeiro   | Alan Alda             | ator e cineasta                 | Estados Unidos |             |     |
| 11 de fevereiro | Burt Reynolds         | ator                            | Estados Unidos | m. 2018     |     |
| 12 de fevereiro | Joe Don Baker         | ator e produtor                 | Estados Unidos |             |     |
| 16 de fevereiro | Fernando Solanas      | diretor, roteirista e produtor  | Argentina      |             |     |
| 5 de março      | Dean Stockwell        | ator                            | Estados Unidos |             |     |
| 19 de março     | Ursula Andress        | atriz                           | Suíça          |             |     |
| 20 de março     | Alberto Seixas Santos | cineasta                        | Portugal       |             |     |
| 17 de abril     | Theo Angelopoulos     | cineasta                        | Grécia         |             |     |
| 2 de maio       | Norma Aleandro        | atriz e roteirista              | Argentina      |             |     |
| 9 de maio       | Albert Finney         | ator                            | Reino Unido    |             |     |
| 9 de maio       | Glenda Jackson        | atriz                           | Reino Unido    |             |     |
| 9 de maio       | Dedé Santana          | ator e comediante               | Brasil         |             |     |
| 17 de maio      | Dennis Hopper         | ator e realizador               | Estados Unidos |             |     |
| 27 de maio      | Louis Gossett Jr.     | ator                            | Estados Unidos |             |     |
| 30 de maio      | Glória de Matos       | atriz                           | Portugal       |             |     |
| 4 de junho      | Bruce Dern            | actor                           | Estados Unidos |             |     |
| 17 de junho     | Ken Loach             | cineasta                        | Reino Unido    |             |     |
| 22 de junho     | Kris Kristofferson    | ator, compositor e cantor       | Estados Unidos |             |     |
| 29 de junho     | Henrique Viana        | actor                           | Portugal       |             |     |
| 30 de julho     | John P. Ryan          | ator                            | Estados Unidos | m. 2007     |     |
| 3 de agosto     | Rodney Gomes          | dublador                        | Brasil         | m. 2006     |     |
| 25 de agosto    | Filipe Ferrer         | actor e dramaturgo              | Portugal       | m. 2007     |     |
| 25 de agosto    | Hugh Hudson           | cineasta                        | Reino Unido    |             |     |
| 28 de setembro  | Domingos de Oliveira  | ator, dramaturgo e cineasta     | Brasil         |             |     |
| 11 de outubro   | Maria Dulce           | atriz                           | Portugal       |             |     |
| 23 de outubro   | Philip Kaufman        | cineasta, produtor e roteirista | Estados Unidos |             |     |
| 28 de outubro   | Maria Esmeralda       | atriz                           | Brasil         |             |     |
| 27 de novembro  | Joel Barcellos        | ator                            | Brasil         |             |     |
| 8 de dezembro   | David Carradine       | ator                            | Estados Unidos | m. 2009     |     |
| 22 de dezembro  | Héctor Elizondo       | ator                            | Estados Unidos |             |     |
| 29 de dezembro  | Mary Tyler Moore      | atriz                           | Estados Unidos |             |     |

## Mortes
| Data           | Nome            | Profissão | Nacionalidade  | Observações | Ref |
| -------------- | --------------- | --------- | -------------- | ----------- | --- |
| 9 de janeiro   | John Gilbert    | ator      | Estados Unidos | n. 1897     |     |
| 14 de setembro | Irving Thalberg | produtor  | Estados Unidos | n. 1899     |     |